# Giovanni Vasanzio
Giovanni Vasanzio (właśc. niderl. Jan van Santen; ur. ok. 1550 w Utrechcie, zm. 21 sierpnia 1621 w Rzymie) – holenderski architekt, aktywny we Włoszech w XVI–XVII wieku.

## Życiorys
Giovanni Vasanzio urodził się w Utrechcie w Niderlandach ok. 1550 jako Jan van Santen. Forma „Giovanni Vasanzio” jest zwłoszczeniem. Z wykształcenia był stolarzem meblowym. Wytwarzał meble z hebanu, kości słoniowej i szylkretu. Meble, mając formę małych budynków, pchnęły go do zajęcia się architekturą. Uczył się od włoskiego architekta Flaminia Ponzia, przejmując po nim urząd papieskiego architekta. Vasanzio dokończył fasadę Bazyliki św. Sebastiana za Murami. Inne jego prace to, m.in.: ukończenie Willi Mondragone koło Frascati (1614–1621), Palazzo Borghese i Palazzo Pallavicini-Rospigliosi (1611–1616) w Rzymie. Zaprojektował główną bramę do Pałacu Apostolskiego (wł. porta maggiore), która nie przetrwała do czasów obecnych. Za jedno z głównych dzieł uważa się Casino Borghese na Pincio (1613–1615), które niestety w późniejszych wiekach zostało przebudowane. Vasanzio zaprojektował również szereg fontann: Fontana del Sacramento (1605) i Fontana dell’Aquilone (1612) w Ogrodach Watykańskich, fontanna na dawnej Piazza Scossacavalli, fontanna na dziedzińcu Belvedere na Watykanie, fontanna na tarasie w Willi Mondragone, Fontana di Ponte Sisto (razem z Giovannim Fontaną, 1612–1613).

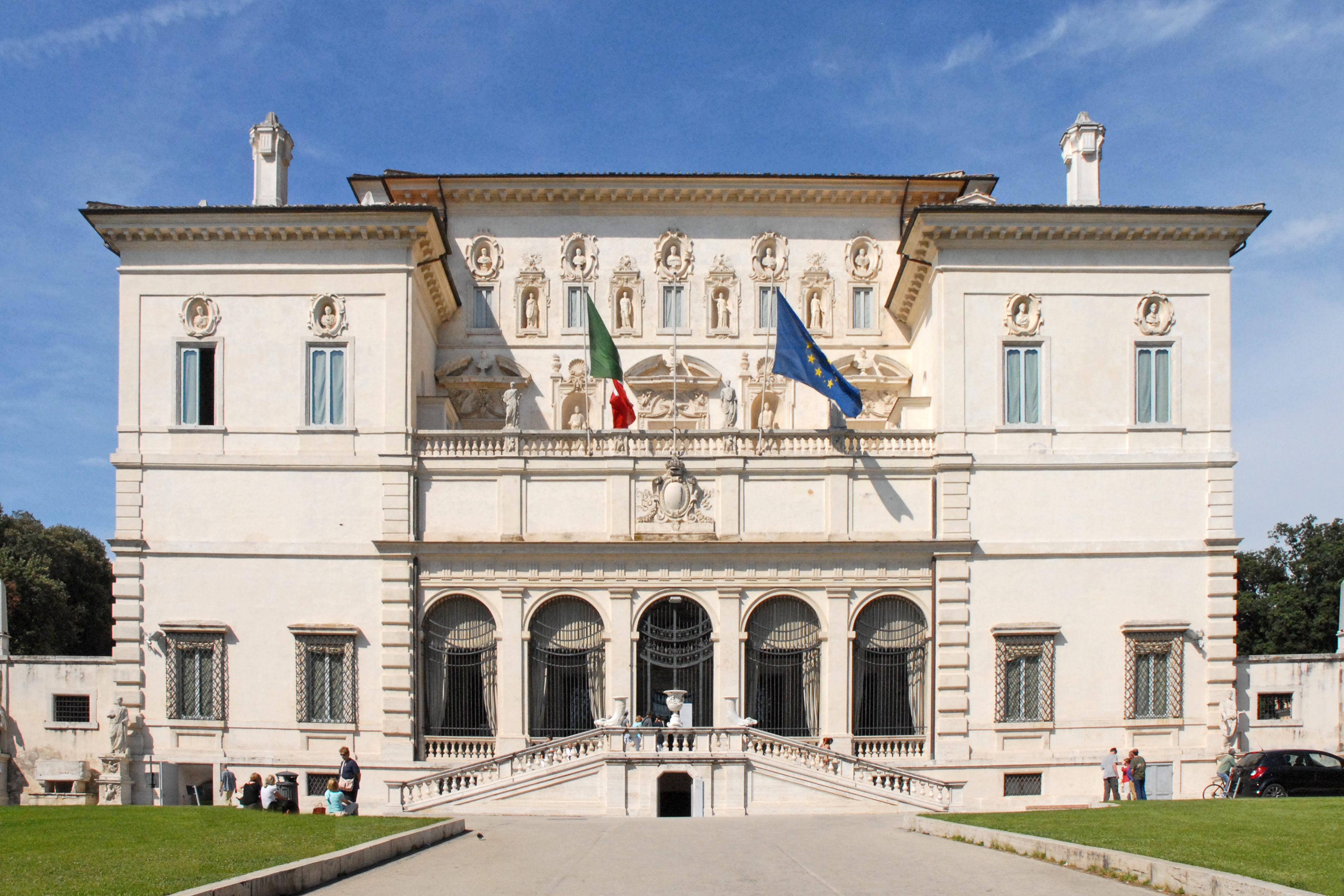
Villa Borghese
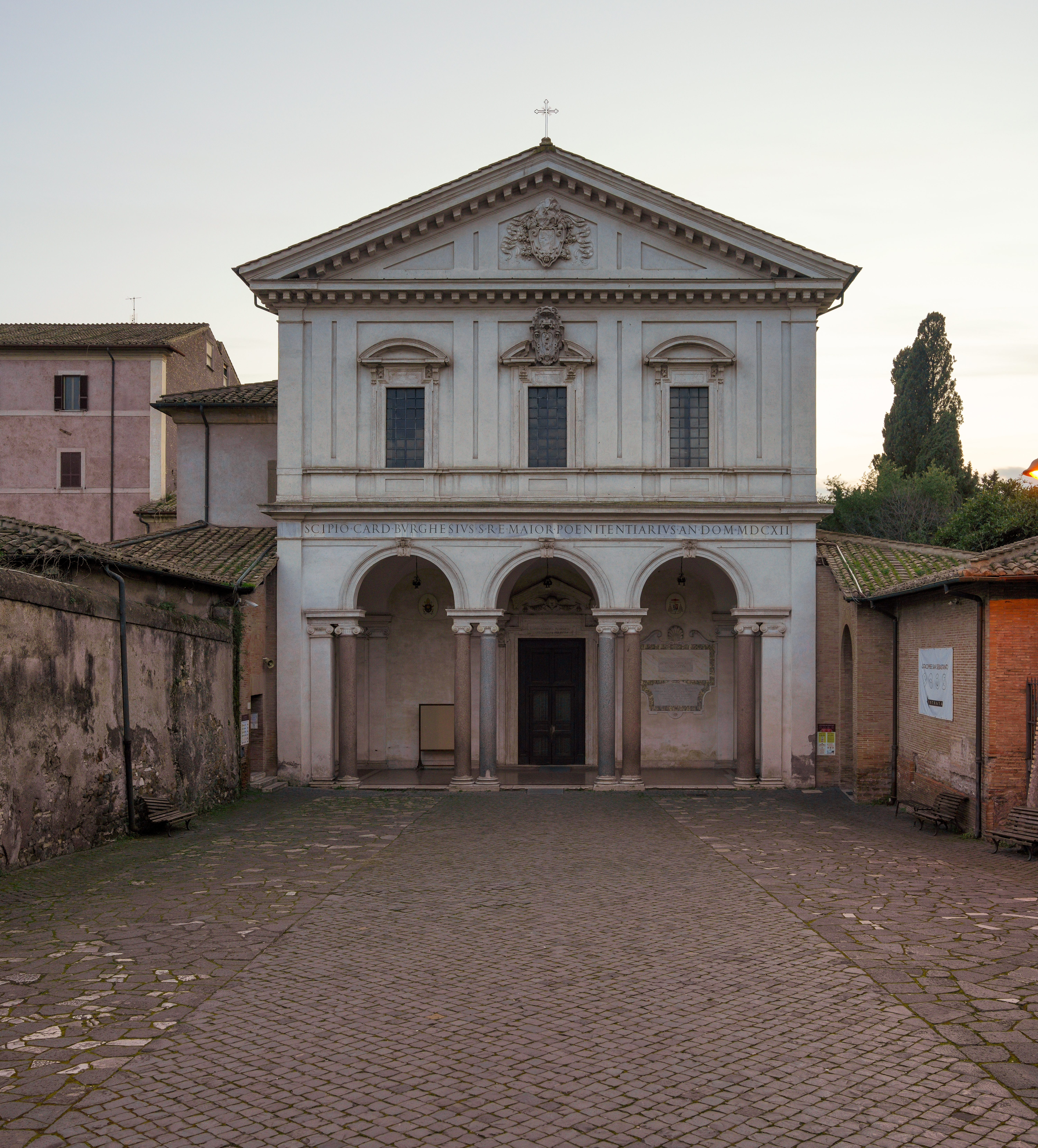
Bazylika św. Sebastiana za Murami
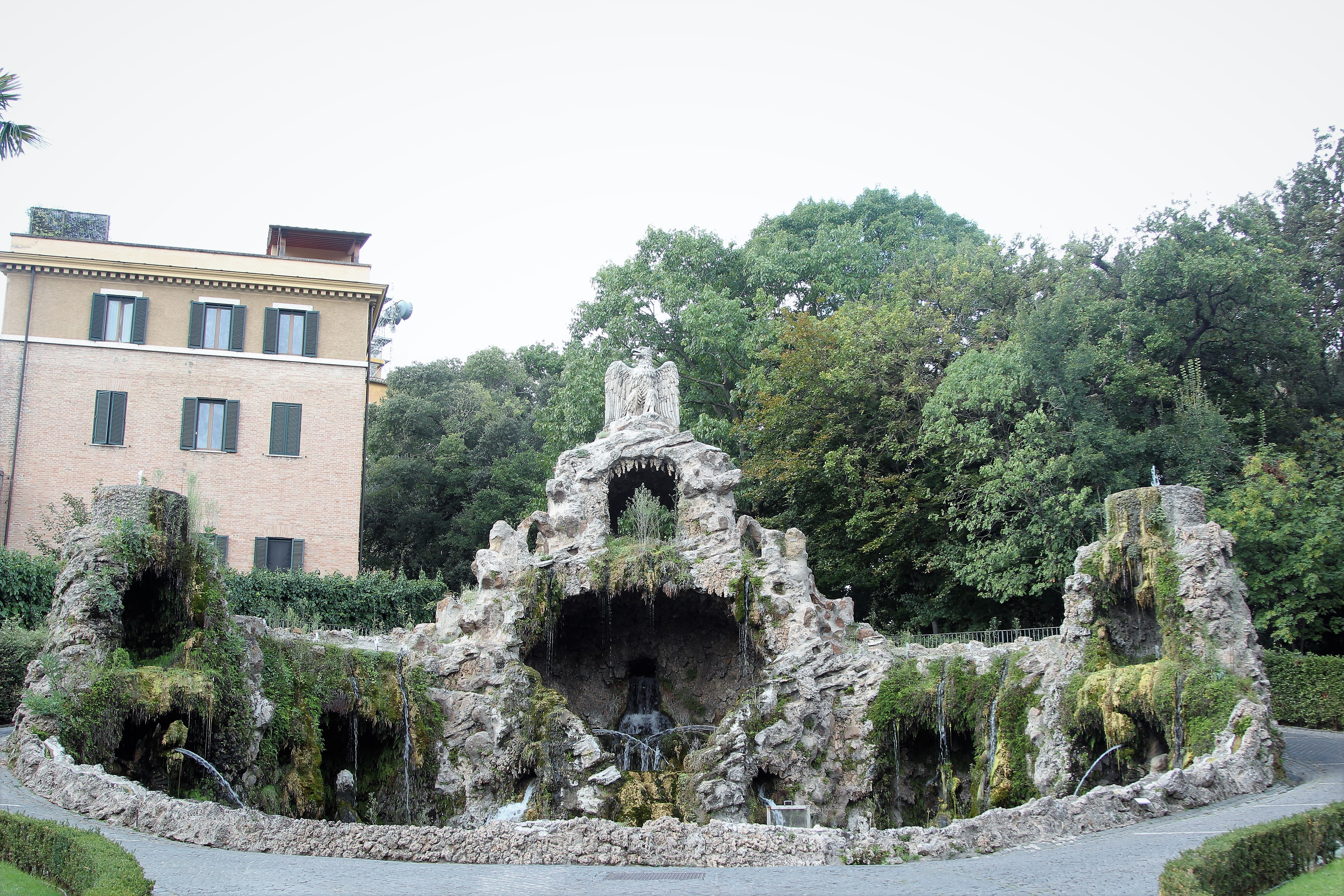
Fontana dell’Aquilone
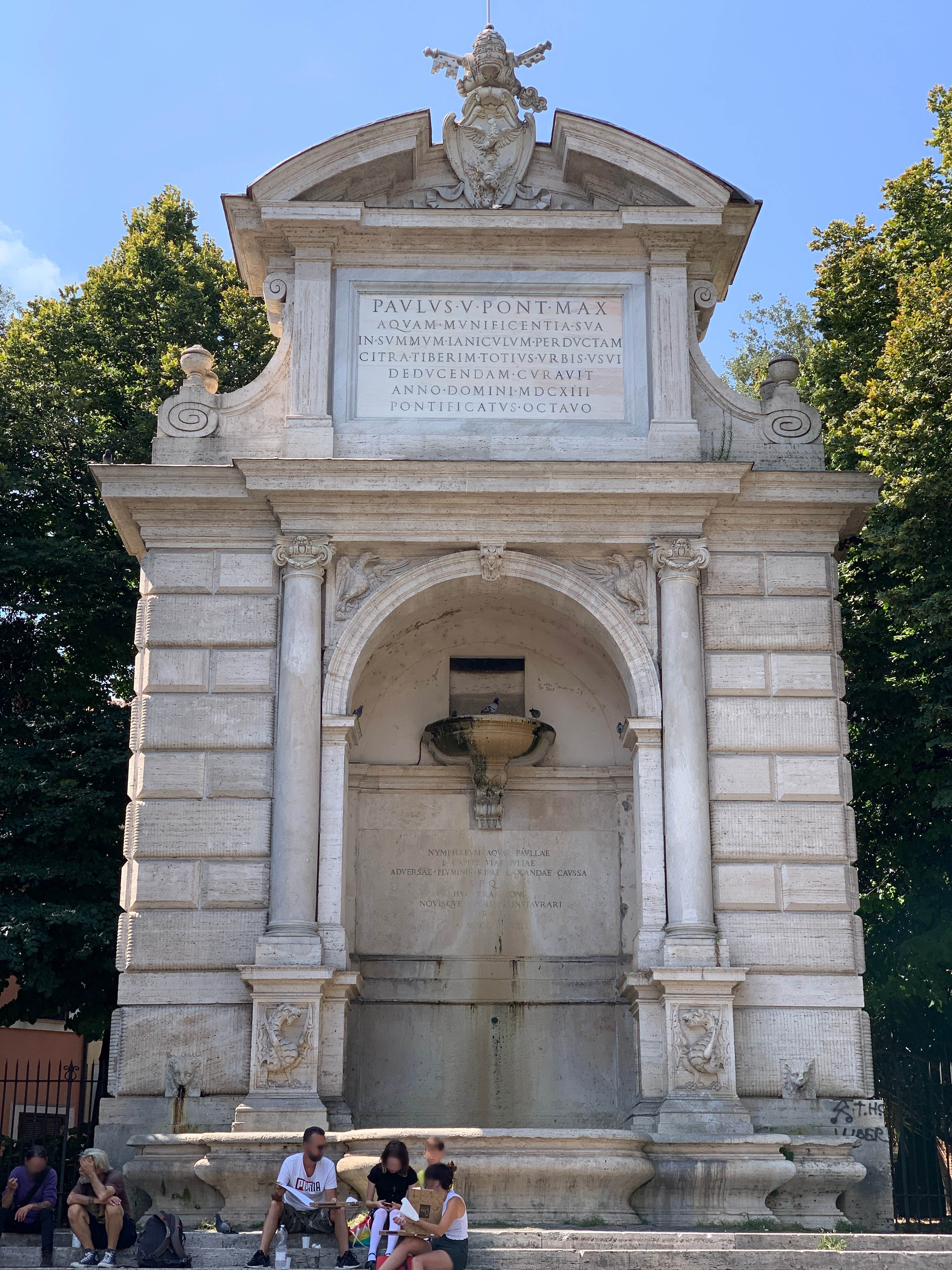
Fontana di Ponte Sisto